# Ivan Santaromita
Ivan Santaromita (Clivio, 30 aprile 1984) è un ex ciclista su strada italiano.
Professionista dal 2006 al 2019, ha vinto il titolo nazionale in linea nel 2013.
È fratello minore di Mauro Antonio Santaromita, ciclista professionista degli anni ottanta e novanta.

## Carriera
Ivan Santaromita passa professionista nel 2006 tra le file della Quick Step-Innergetic, dopo un periodo da stagista nello stesso team nella stagione precedente. Resta alla Quick Step per due stagioni, in cui il miglior risultato è il decimo posto al Tour de Georgia del 2007. Nel 2008 passa all'italiana Liquigas, e nel 2010 riesce a cogliere il primo successo da pro, vincendo la classifica finale della Settimana Internazionale di Coppi e Bartali.
Nel 2011 firma per il BMC Racing Team. Con questa squadra nel 2013 si aggiudica una tappa al Giro del Trentino e, sempre in Trentino, il Trofeo Melinda, valido come campionato nazionale italiano in linea.

## Palmarès
- 2004 (Dilettanti, V.C. Mendrisio-PL Valli)

Trofeo Broglia Marzé Quintino
- 2005 (Dilettanti, V.C. Mendrisio-PL Valli)

Trofeo Broglia Marzé Quintino
- 2010 (Liquigas-Doimo, una vittoria)

Classifica generale Settimana Internazionale di Coppi e Bartali
- 2013 (BMC Racing Team, tre vittorie)

3ª tappa Giro del Trentino (Pergine Valsugana > Condino)
Trofeo Melinda
Campionati italiani, Prova in linea

### Altri successi
- 2008 (Liquigas)

1ª tappa Vuelta a España (Granada, cronosquadre)
- 2010 (Liquigas-Doimo)

1ª tappa, 2ª semitappa Settimana Internazionale di Coppi e Bartali (Riccione, cronosquadre)
- 2012 (BMC Racing Team)

1ª tappa Giro del Trentino (Riva del Garda > Arco, cronosquadre)

## Piazzamenti

### Grandi Giri
- Giro d'Italia

2012: 52º
2013: 30º
2014: non partito (18ª tappa)
2019: 102º
- Tour de France

2011: 83º
- Vuelta a España

2008: 125º
2010: 65º
2011: 117º
2013: 48º
2014: ritirato (7ª tappa)

### Classiche monumento
- Milano-Sanremo

2011: 105º
2017: 79º
2018: 81º
- Liegi-Bastogne-Liegi

2009: ritirato
2010: ritirato
2011: ritirato
2014: 40º
- Giro di Lombardia

2006: 70º
2009: 82º
2010: ritirato
2011: 21º
2012: ritirato
2013: 9º
2014: 20º
2017: 53º
2018: 50º

### Competizioni mondiali
- Campionati del mondo

Toscana 2013 - In linea Elite: ritirato